# Roland C. Wagner

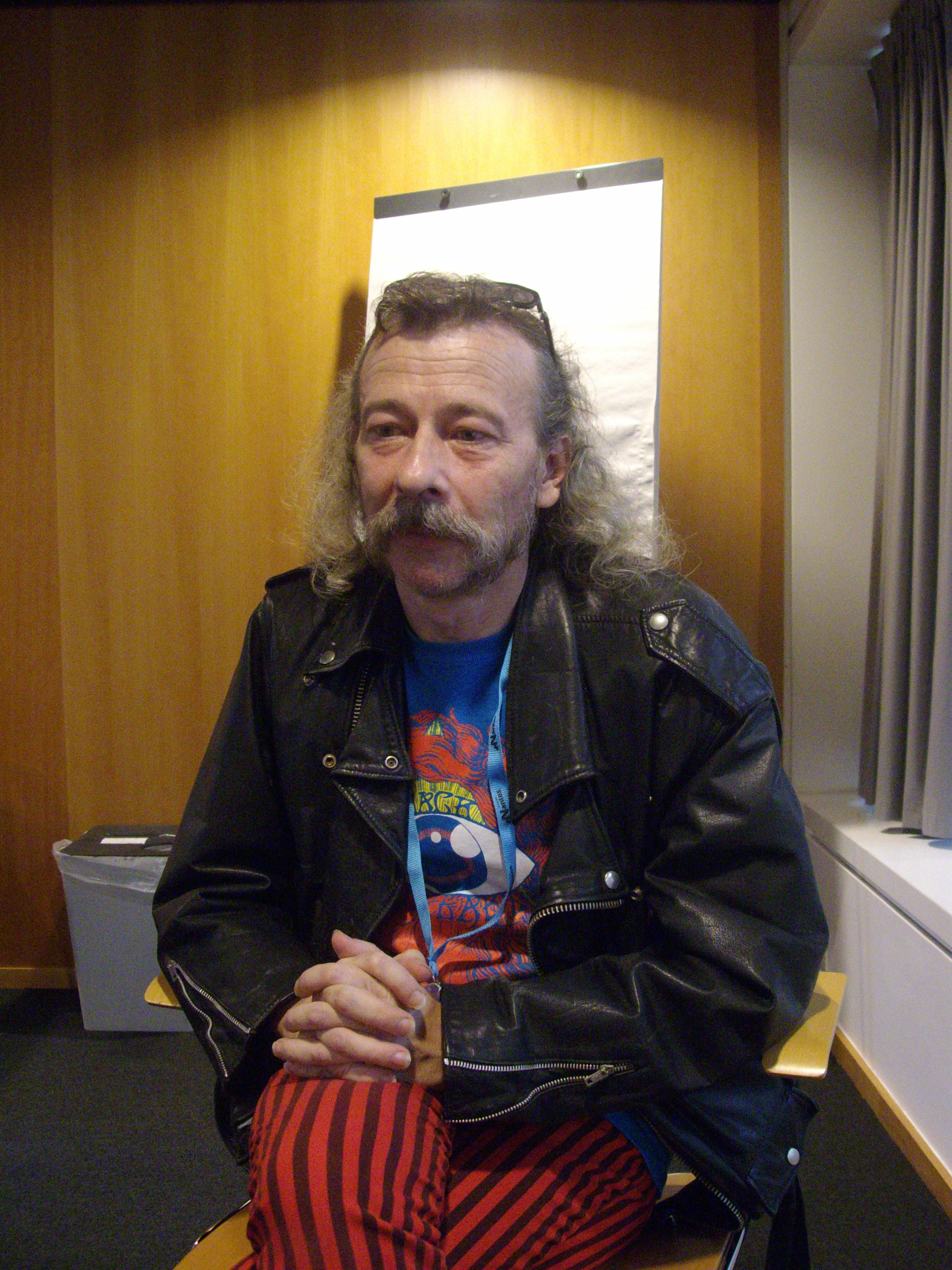
Roland C. Wagner (2011)

Roland C. Wagner (* 6. September 1960 in Bab El-Oued, Algerien; † 5. August 2012 in Laruscade, Département Gironde) war ein französischer Science-Fiction-Autor.

## Leben
Wagner war der Sohn einer algerischen Mutter und eines deutschen Luftwaffen-Soldaten, der 1945 zur Fremdenlegion gegangen war. Mit dem Ende des Algerienkrieges 1962 siedelte die Familie nach Frankreich über, wo man sich in Clamart im Südwesten von Paris niederließ. Wagner begann schon bald Science-Fiction zu lesen, darunter La Guerre des Gruulls von Jean-Pierre Andrevon, aber auch amerikanische Science-Fiction, darunter Heinleins Die Tür in den Sommer und Fremder in einer fremden Welt und andere Klassiker des Genres. Er wurde zum SF-Fan und besuchte mit kaum 14 Jahren die zweite Eurocon in Grenoble, wo er von arrivierten Autoren wie Michel Jeury und Christine Renard freundlich ermutigt wurde.
Ab Ende der 1970er Jahre begann Wagner unter einer Reihe von Pseudonymen – darunter Brain Damage („Hirnschaden“, seit 1983 gehörte er der gleichnamigen Rockgruppe an), so launige Namen wie Lucien-serge Diethylamide 25 (mit den Initialen L. S. D. 25) und Michaël Moorcock als Hommage an den britischen New-Wave-Autor Michael Moorcock – Erzählungen und Berichte für verschiedene Fanzines zu schreiben. Seine erste Prozine-Veröffentlichung war die zusammen mit Pierre Marlson verfasste Kurzgeschichte Au bord du gouffre, die 1981 in dem Magazin Future erschien. Es folgten eine Reihe weiterer Kurzgeschichten. Eine davon, Faire-part, wurde 1983 mit dem renommierten Prix Rosny aîné ausgezeichnet. Wagner suchte jedoch beharrlich einen Verlag für seine etwa 20 bis dahin unveröffentlichten Romane. Nach zahlreichen Ablehnungen konnte Wagner schließlich den Verlag Fleuve noir überzeugen, nachdem er für diesen bereits zusammen mit Alain Paris als Auftragsarbeit einen Spionageroman verfasst hatte, und 1987 erschien Le serpent d’angoisse in der Reihe Fleuve noir Anticipation. Der Roman gewann 1988 den Prix Rosny aîné und war zugleich der erste der als Histoire du Futur Proche bekannt gewordenen Romanserie, zusammen mit den Futurs Mystères de Paris und einigen anderen Texten Teil des übergreifenden Zyklus Histoire d'un futur. Insgesamt gewann Wagner siebenmal den Prix Rosny aîné.
Nach einem Personalwechsel im Verlag Fleuve noir 1992 folgten einige magere Jahre, in denen Wagner eine Reihe von Perry-Rhodan-Romanen übersetzte und einige mangelhafte Übersetzungen überarbeitete. Außerdem schrieb er unter Pseudonym zusammen mit Jimmy Guieu an der Romanserie Blade et Baker.
Ab Anfang der 2000er Jahre lebte Wagner zusammen mit der Science-Fiction-Autorin Sylvie Denis in Cognac. In den folgenden Jahren erschienen eine Reihe weiterer Romane aus dem großen Zyklus Histoire d'un futur sowie mit Le temps du voyage (2005) eine Rückkehr zur Space Opera im Stil von Jack Vance und die vielfach ausgezeichnete Alternativgeschichte des Algerienkrieges, Rêves de gloire (2011).
Wagner starb 2012 im Alter von 51 Jahren bei einem Autounfall auf der RN 10 bei Laruscade, als sein Wagen durch ein überholendes Fahrzeug zum Ausweichen gezwungen von der Straße abkam. Bei dem Unfall wurden Sylvie Denis und die damals 18-jährige Tochter der beiden leicht verletzt.
Wagner wirkte zwar selbst als Übersetzer aus dem Deutschen und Englischen, für Wagners Werke fanden sich umgekehrt bislang kaum Übersetzer in andere Sprachen. Die ersten beiden Bände der Futurs Mystères de Paris und drei Erzählungen wurden ins Italienische und die fiktive Lovecraft-Biographie H.P.L. (1890–1991) wurde ins Englische übersetzt. Übersetzungen ins Deutsche liegen nicht vor.

## Auszeichnungen
- 1983: Prix Rosny aîné für die Erzählung Faire-part
- 1988: Prix Rosny aîné für den Roman Le Serpent d'angoisse
- 1989: Prix Rosny aîné für den Roman Poupée aux yeux morts
- 1997: Prix Rosny aîné für die Erzählung H.P.L. (1890-1991)
- 1998: Prix Ozone für den Roman L'Odyssée de l'espèce
- 1998: Prix Rosny aîné für den Roman L'Odyssée de l'espèce
- 1998: Prix Tour Eiffel für die Erzählung Fragment du livre de la mer
- 1999: Grand Prix de l’Imaginaire für die Romanserie Les Futurs mystères de Paris
- 2000: Prix Ozone für den Roman Toons
- 2004: Prix Bob Morane für den Roman La Saison de la sorcière
- 2004: Prix Rosny aîné für den Roman La Saison de la sorcière
- 2011: Prix du Lundi für den Roman Rêves de Gloire
- 2011: Prix ActuSF de l’uchronie für Rêves de Gloire
- 2011: Prix Utopiales für den Roman Rêves de Gloire
- 2012: Grand Prix de l’Imaginaire für den Roman Rêves de Gloire
- 2012: Prix Rosny aîné für den Roman Rêves de Gloire
- 2013: Prix Bob Morane für die Erzählung Le Train de la réalité et les morts du général

Der 2006 entdeckte Hauptgürtel-Asteroid (428102) Rolandwagner wurde nach ihm benannt.

## Bibliografie
Die Serien sind nach dem Erscheinungsjahr des ersten Teils geordnet.
Histoire du Futur Proche (Romanserie)
- Le serpent d’angoisse (1987)
- Le paysage déchiré (1989)
- Un navire ancré dans le ciel (1989)
- La Mort marchait dans les rues (1989)
- Quelqu’un hurle mon nom (1993)

Le Faisceau Chromatique (Romanserie)
- Un ange s’est pendu (1988)
- Le rêveur des terres agglutinées (1990)
- L’autoroute de l’aube (1990)
- Chroniques du désespoir (1991)

Poupée aux yeux morts (Romanserie)
- 1 La mémoire des pierres (1988)
- 2 Prisons intérieures (1988)
- 3 Les futurs mystères de Paris (1988)
- Poupée aux yeux morts (1998, auch als L’oeil du fouinain, 2002, Sammlung)

La Sinsé gravite au 21 (Romanserie, als Red Deff)
- 1 Viper (1991)
- 2 Ganja (1991)

Blade et Baker (Romanserie, mit Jimmy Guieu als Richard Wolfram)
- Le serpent dieu de Joklun-N’Ghar (1992)
- Les albinos de Sulifüss (1993)
- Captifs de la Main Rouge (1994)
- Echec au destin (1994)
- Les magiciens des mondes oubliés (1994)
- L’ombre du Dragon Rouge (1994)
- Le maître de la Main Rouge (1995)
- Flammes sur Batoog (1995)
- Au cœur de Kenndor (1995)
- La fin de Gondwana (1996)
- Embuscade sur Eileena (1996)
- L’offensive des Frotegs (1996)
- L’alliance des invincibles (1997)
- La planète sans nom (1997)
- Panique sur Wondlak (1997)
- Les prisonniers de Bangor (1998)
- Conjuration sur Joklun-N’Ghar (1998)
- Sur l’aile du dragon (1999)
- Les Templiers des étoiles (2000)
- Les ravisseurs de Ktan (2000)
- La fugitive de Z’Lanna (2000)

Les Futurs Mystères de Paris (Romanserie)
- 1 La balle du néant (1996)
- 2 Les ravisseurs quantiques (1996)
- 3 L’odyssée de l’espèce (1997)
- 4 L’aube incertaine (1997)
- 5 Tekrock (1999)
- 6 Tøøns (2000)
- 7 Babaluma (2002)
- 8 Kali yuga (2003)
- 9 Mine de rien (2006)
- Les futurs mystères de Paris 2: Les ravisseurs quantiques (2009, Sammlung)
- Les futurs mystères de Paris: L’intégrale (2015, 2 Bände, Sammlung)

Par la noirceur des étoiles brisées (Kurzgeschichtenserie)
- 1 L’épouvantail (1999)
- 2 Le dernier astronef (1999)
- 3 Fille du métal (1999)
- 4 Grâce féline (1999)
- 5 La route de Fripp (2000)
- 6 A la cour du roi cramoisi (2000)
- 7 Les étoiles brisées (2000)
- 8 Epilogue (2000)

Romane
- Les psychopompes de Klash (1990, auch als Red Deff)
- Cette crédille qui nous ronge (1991)
- Le Nombril du Monde (Agence Arkham #2, 1997)
- La sinsé gravite au 21 (1998)
- Le pacte des esclavagistes (1999, mit Rémy Gallart)
- Le chant du cosmos (1999)
- Le temps du voyage (2005)
- L.G.M. (2006)
- La saison de la sorcière (2006)
- Rêves de gloire (2011)
- Le train de la réalité et les morts du général (2012)
- Aventuriers des étoiles (2014)

Sammlung
- H.P.L.: suivi de: Celui qui bave et qui glougloute (2017)

Kurzgeschichten
- Au bord du gouffre (1981, mit Pierre Marlson)
- A la saignée du coude (1981)
- Faire-part (1982)
- Le temps : un oeil ouvert dans la nuit (1983)
- La dernière change de la morve d’or (1984, als Richard Wolfram)
- Lèvres peintes (1984)
- Par delà les murs qui saignent (1984, mit Michel Pagel)
- L’oeil de la science (1985)
- Ce qui n’est pas nommé (1985)
- Blafarde ta peau, rouge ton regard (1986)
- H.P.L. (1890–1991) (1996)
- Honoré a disparu (fantaisie) (1998)
- Les trois lois de la sexualité robotique (1998)
- Musique de l’énergie (1998)
- Celui qui bave et qui glougloute (1999)
- Pour une poignée de cailloux (1999)
- Marche et crève (2000)
- La barbe du prophète (2000)
- … Et personne n’est venu (2002)
- Le réveil du parasite (2002)
- S’il n’était vivant (2002)
- La chanson de Jimmy (2003)
- Pax Americana (2005)
- Le train de la réalité (fragment), (2011)
- Honoré a disparu (2015)
- L’esprit de la commune (2015)
- Pot smokers from outer space (2015)
- Recristallisation (2015)